# آنتونی ریباس
آنتونی ریباس (اسپانیایی: Antoni Ribas‎؛ ۲۷ اکتبر ۱۹۳۵ – ۳ اکتبر ۲۰۰۷) کارگردان فیلم و فیلم‌نامه‌نویس اهل اسپانیا بود.
از فیلم‌ها یا مجموعه‌های تلویزیونی که وی در آن‌ها نقش داشته‌است می‌توان به تصویر دیگر و شهر سوخته اشاره نمود.